# Glenea trivitticollis
Glenea trivitticollis är en skalbaggsart som beskrevs av Stefan von Breuning 1953. Glenea trivitticollis ingår i släktet Glenea och familjen långhorningar. Inga underarter finns listade i Catalogue of Life.